# Witalij Sementschenko
Witalij Serhijowytsch Sementschenko (ukrainisch Віталій Сергійович Семенченко, russisch Виталий Сергеевич Семенченко/Witali Sergejewitsch Sementschenko; * 6. Juli 1974 in Kiew, Ukrainische SSR) ist ein ehemaliger ukrainischer Eishockeyspieler, der einen Großteil seiner Karriere in Russland und Belarus verbrachte und dort auch jeweils Landesmeister wurde. Nach seiner aktiven Laufbahn wurde er als Trainer tätig.

## Karriere
Witalij Sementschenko begann seine Karriere als Eishockeyspieler bei SchWSM Kiew, wo er bereits als 16-Jähriger in der dritten sowjetischen Eishockeyliga spielte. Von 1992 bis 1995 spielte er beim Lokalrivalen HK Sokil Kiew in der Internationalen Hockey-Liga, der höchsten Spielklasse der Gemeinschaft Unabhängiger Staaten. Anschließend verließ er seine Heimat und ging nach Moskau, wo er zwei Jahre für Dynamo, mit dem er 1996 den russischen Pokalwettbewerb gewann, und ZSKA auf dem Eis stand. Nach jeweils zwei Jahren in Polen (bei Podhale Nowy Targ) und in der deutschen 2. Bundesliga (beim EHC Neuwied und dem Heilbronner EC) zog es ihn nach Belarus, wo er zunächst beim HK Homel in der Extraliga spielte, mit dem er 2003 belarussischer Meister und Pokalsieger wurde. Auch die folgende Spielzeit begann er in Homel, wurde aber Anfang 2004 einige Wochen vor den Playoffs vom HK Awangard Omsk aus der russischen Superliga verpflichtet, mit dem er in der Folge russischer Meister wurde. Anschließend kehrte er für ein Jahr zum HK Homel zurück. Die Spielzeit 2005/06 verbrachte er beim HK Junost Minsk, mit dem er erneut belarussischer Meister wurde. Nachdem er die Spielzeit 2006/07 beim HK Dmitrow in der russischen Wysschaja Liga begonnen hatte, kehrte er kurz vor den Playoffs zu Junost zurück und spielte bis 2008 für den Klub. Anschließend wechselte er nach 13 Jahren wieder in die Ukraine, wo er seine Karriere bei Patriot Winnyzja in der ukrainischen Liga ausklingen ließ.

### International
Mit den ukrainischen Junioren nahm Sementschenko an der Junioren-C-Weltmeisterschaft 1993 und der Junioren-B-Weltmeisterschaft 1999, bei der er als Topscorer (gemeinsam mit seinem Landsmann Wadym Schachrajtschuk) und Torschützenkönig maßgeblich zum sofortigen Aufstieg in die A-Gruppe beitrug und folgerichtig auch zum besten Stürmer des Turniers gewählt wurde, teil. Mit 25 Punkten ist er bis heute der Top-Scorer der Ukrainischen U20-Auswahl.
Mit der Herren-Auswahl der Ukraine spielte er zunächst bei der C1-Weltmeisterschaft 1994. Nach der Umstellung auf das heutige Divisionensystem nahm er an den Weltmeisterschaften der Top-Division 2004, 2005, 2006 und 2007 sowie der Division I 2008 teil. Zudem vertrat er seine Farben beim Qualifikationsturnier zu den Olympischen Winterspielen 2006 in Turin, bei denen sich die Ukrainer jedoch nicht für die Spiele qualifizieren konnten.

### Trainerlaufbahn
Nach seiner aktiven Karriere schlug Sementschenko die Trainerlaufbahn ein. Zunächst war er als Assistenztrainer beim HK Berkut und dann beim HK Njoman Hrodna tätig. Anfang Oktober 2016 wurde er als neuer Cheftrainer bei Podhale Nowy Targ vorgestellt, aber bereits Mitte November des Jahres dort wieder entlassen.

## Erfolge und Auszeichnungen
- 1993 Aufstieg in die B-Gruppe bei der Junioren-C-Weltmeisterschaft
- 1994 Aufstieg in die A-Gruppe bei der Junioren-B-Weltmeisterschaft
- 1994 Bester Stürmer, Topscorer und Torschützenkönig bei der Junioren-B-Weltmeisterschaft
- 1996 Russischer Pokalsieger mit dem HK Dynamo Moskau
- 2003 Belarussischer Meister und Pokalsieger mit dem HK Homel
- 2004 Russischer Meister mit dem HK Awangard Omsk
- 2006 Belarussischer Meister mit dem HK Junost Minsk